# キヲク
『キヲク』は、日本の音楽グループEvery Little Thingが2002年5月15日に発売した20枚目のシングル。

## 解説
前作『jump』から約7か月での発売であり、Every Little Thing初のCCCD。
Every Little Thingのシングルとしては初となる全てカタカナの表題曲である。
第44回日本レコード大賞金賞受賞。

## 収録曲
1. キヲク
（作詞：持田香織 / 作曲：菊池一仁 / 編曲：村田昭 & Every Little Thing）
TBS系 カネボウ木曜劇場『しあわせのシッポ』主題歌。
2. time trip 〜僕が僕であるために〜
（作詞・作曲：持田香織 / 編曲：村田昭 & Every Little Thing）
カネボウ「プロスタイル」TV-CFソング。
「jump」に引き続き、持田が作曲を手掛けている。Every Little Thingの曲としては初めてサブタイトルがついた。
このシングルのみの収録。
3. キヲク -cbsmgrfc fatback mix-
リミックス：Cubismo Grafico
4. time trip 〜僕が僕であるために〜 -Sunaga't Experience du jazz remix-
リミックス：須永辰緒
5. キヲク (Instrumental)
6. time trip 〜僕が僕であるために〜 (Instrumental)

## 楽曲の収録アルバム
キヲク
- 『Many Pieces』(次の曲へつながる様に編集されたバージョン)
- 『Every Best Single 2』
- 『14 message 〜every ballad songs 2〜』
- 『Every Best Single 〜COMPLETE〜』
- 『Every Best Single 2 〜MORE COMPLETE〜』
- 『Every Best Single 2 〜middLe period〜』